# Serghei Kavtaradze
Serghei Ivanovici Kavtaradze (n. 15 august 1885, Kutaisi, Imperiul Rus – d. 17 octombrie 1971, Tbilisi, Republica Sovietică Socialistă Gruzină, URSS) a fost un om politic și diplomat sovietic.
A fost premier al RSS Georgiană, procuror general al URSS 
De asemenea, în perioada 1945 - 1952 a fost și ambasador al Rusiei în România și implicit unul dintre principalii pioni ai sovietizării țării.
Astfel, a susținut facțiunea Partidului Comunist Român din jurul Anei Pauker și a jucat un rol important în frauda electorală ce a marcat alegerile generale din România anului 1946.

## Distincții
- Medalia „A XXV-a aniversare a eliberării patriei” (15 decembrie 1969) „pentru contribuția la dezvoltarea prieteniei frățești româno-sovietice, cu prilejul celei de-a XXV-a aniversări a eliberării României de sub jugul fascist”[3]